# Хёрли, Лорел
Лорел Хёрли (англ. Laurel Hurley; род. 14 февраля 1927, Аллентаун, штат Пенсильвания) — американская певица

 (сопрано).
Училась петь у своей матери и в городской школе. Дебютировала на Бродвее в 1943 году, исполнив роль Кати в оперетте Зигмунда Ромберга «Принц-студент». В 1951 году выиграла Наумбурговский конкурс молодых исполнителей.
В 1955—1967 годах выступала на сцене Метрополитен Опера, особенно часто в партии Церлины в «Дон Жуане». В 1958 году снялась в главной роли в музыкальном фильме «Перикола».